# Pomacentrus bintanensis
Pomacentrus bintanensis är en fiskart som beskrevs av Allen, 1999. Pomacentrus bintanensis ingår i släktet Pomacentrus och familjen Pomacentridae. Inga underarter finns listade i Catalogue of Life.